# Re: Re: Love 大森靖子feat.峯田和伸
Re: Re: Love 大森靖子feat.峯田和伸為大森靖子於2019年6月12日發行的單曲。「Re: Re: Love」為大森人生中寫的第二首戀愛歌曲，第一首是給道重沙由美的「ミッドナイト異性清純交遊」。其中「JUSTadICE」為動畫黑色五葉草第77－94話片頭曲。

## 曲目
共分成三種版本。【YELLOW盤】只收錄CD，【OVER-SF盤】有收錄MV跟Re: Re: Love的記錄影片，【BOYZ&GIRL'S盤】收錄演唱會DVD。
- CD

1. Re: Re: Love　大森靖子feat.峯田和伸
2. JUSTadICE
3. めっかわ

- DVD

1. Re: Re: Love　大森靖子feat.峯田和伸(Music Video)
2. JUSTadICE(Music Video)